# Elaeocarpus divaricativenus
Elaeocarpus divaricativenus là một loài thực vật có hoa trong họ Côm. Loài này được Kaneh. & Hatus. mô tả khoa học đầu tiên năm 1942.